# Russafrique
Le terme Russafrique théorise la politique néo-coloniale de la russie en Afrique qui cherche à y étendre son influence politique et économique. Ce terme est derivé du concept de Françafrique qui désigne la politique d'influence française en Afrique post-colonniale. 

## Contexte
Depuis 1991, dans un contexte d'éloignement entre les puissances démocratiques occidentales et le rapprochement des puissances autoritaires avec l'Afrique, la politique étrangère de la Russie souhaite développer l'influence soviétique en Afrique. La Russie cherche notamment, par des opérations de déstabilisation, à contrer l'influence française en Afrique. 

## Mise en place

### Relations militaires
En 2006, la Russie annule la dette algérienne contre un contrat d'armement ; elle reproduit le même système en 2008 avec la Libye mais cette fois-ci dans le domaine ferroviaire et par l'installation du géant du gaz russe Gazprom. 

Carte représentant les pays où se situent les activités de Wagner. En rouge foncé : les pays où les activités de Wagner sont confirmées ; en rouge clair : les pays où ces activités sont suspectées.

Entre 2013 et 2015, l’Égypte se voit suspendre l'aide militaire américaine, la Russie s'est engouffré dans cette brèche pour passer des contrats militaires avec le pays (2014).  
Depuis 2017, la Russie propose son « expertise dans la sécurité et le contre-terrorisme » pour initier des partenariats avec les pays africains par le système dit de « concession contre protection ». Les 23 et 24 octobre 2019, le retour de la Russie sur le continent africain est officiel à travers l’organisation du premier sommet Russie-Afrique à Sotchi. Les termes des partenariats sont délimités : l’appui technico-militaire de la Russie contre l’exploitation des ressources africaines. 
Le groupe Wagner est présent depuis 2017 en République centrafricaine. Wagner a permis à la fédération de Russie de poursuivre des objectifs diplomatiques et économiques sans engagement militaire formel.
Wagner fournit du conseil auprès de hauts responsables politiques africains, sécurise les flux d'investissements et protège les intérêts des grands conglomérats russes. 
La Russie est devenue le 1er exportateur d’armes vers le continent africain devant les États-Unis et la France.
En février 2025, le Soudan conclu un accord, pour la création d'une base navale russe au Soudan.

#### Crime de guerre russe en Afrique
La Russie est accusé d'avoir commis de nombreux crime de guerre au travers de la société militaire privée russe Wagner. 

##### Centrafrique
Le groupe Wagner est soupçonné d'avoir tué plus de trente civils près de Bria à Aïgbado en Centrafrique les 16 et 17 janvier 2022.   

##### Mali
Rapidement après son déploiement au Mali en 2022, le groupe Wagner se signale par de nombreuses exactions, avec des exécutions sommaires, des pillages et des actes de torture. Le 11 mars 2022, la Mission multidimensionnelle intégrée des Nations unies pour la stabilisation au Mali (MINUSMA) accuse l'armée malienne et le groupe Wagner d'être responsables du massacre de Danguèrè Wotoro,.

### Relations socio-culturelles
En 2023, l’université Lomonosov de Moscou propose des programmes actualisés de formation sur la culture, l’histoire et le développement socio-économique de l’Afrique.

### Guerre de l'information
Au moins 2 campagnes de désinformations orchestré par la Russie ont eu lieu en Afrique en 2018-2019 et 2019-2020. 
Les pays ciblés étaient la République centrafricaine, la Côte d'Ivoire, la république démocratique du Congo, le Cameroun, Madagascar, la Guinée équatoriale, l’Afrique du Sud, la Libye et le Soudan. 

## Documentaire
- 2024 : L'ombre de Poutine sur l'Afrique réalisé par Federico Lodoli et Carlo Gabriele Tribbioni.